# Бихлев
Бихлев (пол. Bychlew) — село в Польщі, у гміні Паб'яниці Паб'яницького повіту Лодзинського воєводства.
Населення — 771 особа (2011).

## Демографія
Демографічна структура станом на 31 березня 2011 року:
|          | Загалом | Допрацездатний вік | Працездатний вік | Постпрацездатний вік |
| -------- | ------- | ------------------ | ---------------- | -------------------- |
| Чоловіки | 360     | 71                 | 251              | 38                   |
| Жінки    | 411     | 65                 | 241              | 105                  |
| Разом    | 771     | 136                | 492              | 143                  |